# Eerste klasse 2005-06 (basketbal België)
Het seizoen 2005-2006 was de 59e editie van de hoogste basketbalcompetitie.
Net als vorig seizoen een reguliere competitie van 36 speeldagen waarbij elk team elkaar 4 maal ontmoet, daarna volgen de play-offs met 4 ploegen. Scarlet Vilvoorde kon omwille van financiële redenen het seizoen niet afwerken, hun uitslagen werden omwille van een aantal forfaits na 34 speeldagen geschrapt.
Telindus BC Oostende won zijn elfde landskampioen, RRBC Brussel promoveerde uit de tweede afdeling
Op het einde van het seizoen verkreeg Bree BBC geen nieuwe licentie en werd verwezen naar de twee afdeling. Op initiatief van de liga werd een hulplijn geworpen, uiteindelijk mocht Bree BBC starten zonder licentie

## Naamswijziging
R. RBC Bruxelles werd Royal Atomia Brussels
Racing Basket Antwerpen werd Sanex Antwerp Giants

## Eindstand
|  |    |                                   | P  | W  | V  | G | Ptn |
|  | -- | --------------------------------- | -- | -- | -- | - | --- |
|  | 1  | Telindus BC Oostende              | 32 | 24 | 8  | 0 | 80  |
|  | 2  | Euphony Bree BBC                  | 32 | 21 | 11 | 0 | 74  |
|  | 3  | Union Dexia Mons-Hainaut          | 32 | 21 | 11 | 0 | 74  |
|  | 4  | BC Liège Basket                   | 32 | 18 | 14 | 0 | 68  |
|  | 5  | Spirou BC Charleroi               | 32 | 17 | 15 | 0 | 66  |
|  | 6  | Sanex Antwerp Giants              | 32 | 16 | 16 | 0 | 64  |
|  | 7  | R. Go Pass Verviers-Pepinster     | 32 | 13 | 19 | 0 | 58  |
|  | 8  | Passe Partout Basket Groot Leuven | 32 | 8  | 24 | 0 | 48  |
|  | 9  | Royal Atomia Brussels             | 32 | 8  | 24 | 0 | 44  |
|  | 10 | Scarlet Vilvoorde                 | 0  | 0  | 0  | 0 | 0   |

## Play-offs
- Best of three Halve Finales

Telindus BC Oostende - BC Liège Basket 94-72
BC Liège Basket - Telindus BC Oostende 78-83
Euphony Bree BBC - Dexia Mons-Hainaut 75-84
Dexia Mons-Hainaut - Euphony Bree BBC 87-95
Euphony Bree BBC - Dexia Mons-Hainaut 76-1
- Best of five

Telindus BC Oostende - Dexia Mons-Hainaut 94-76
Dexia Mons-Hainaut - Telindus BC Oostende 78-80
Telindus BC Oostende - Dexia Mons-Hainaut 70-72
Dexia Mons-Hainaut - Telindus BC Oostende 78-80
1928 · 1929 · 1930 · 1931 · 1932 · 1933 · 1934 · 1935 · 1936 · 1937 · 1938 · 1939 · 1940 · 1941 · 1942 · 1943 · 1944 · 1945 · 1946 · 1947 · 1948 · 1949 · 1950 · 1951 · 1952 · 1953 · 1954 · 1955 · 1956 · 1957 · 1958 · 1959 · 1960 · 1961 · 1962 · 1963 · 1964 · 1965 · 1966 · 1967 · 1968 · 1969 · 1970 · 1971 · 1972 · 1973 · 1974 · 1975 · 1976 · 1977 · 1978 · 1979 · 1980 · 1981 · 1982 · 1983 · 1984 · 1985 · 1986 · 1987 · 1988 · 1989 · 1990 · 1991 · 1992 · 1993 · 1994 · 1995 · 1996 · 1997 · 1998 · 1999 · 2000 · 2001 · 2002 · 2003 · 2004 · 2005 · 2006 · 2007 · 2008 · 2009 · 2010 · 2011 · 2012 · 2013 · 2014 · 2015 · 2016 · 2017 · 2018 · 2019 · 2020 · 2021